# Dentecane
Dentecane è la frazione più grande di Pietradefusi, in provincia di Avellino.

## Geografia fisica
La frazione è situata a 22 chilometri da Benevento e a 24 da Avellino. Insieme alle frazioni Pietra, Pappaceci, Sant'Elena e Sant'Angelo a Cancelli fa parte del comune di Pietradefusi. Sorge sulla strada statale 7 via Appia e l'abitato è lambito dal tracciato dell'autostrada A16. È situato su un forte pendio, dove è concentrata la maggior parte degli edifici. Questa strada mette in collegamento Passo Serra a monte e Passo di Venticano a valle.
È da registrare un piccolo torrente che funge da confine naturale tra le frazioni di Dentecane e Sant'Elena Irpina.

## Storia
Dentecane sostanzialmente non esisteva fino agli inizi del XVIII secolo, esistendo a tale data solo sparute case da considerarsi periferia di Pietradefusi. Essa era famigerata per motivi fiscali. Infatti, il suo Passo feudale rappresentava lo "ius" più redditizio dei baroni di Montefusco, visto che i mercanti dovevano pagare dazi per il pedaggio molto elevati per passare tale punto. Il montefuschese Eliseo Danza (1584-1660) scrisse che gli esattori erano non solo eccessivamente rigidi ed intransigenti nell'applicare le tariffe, ma anche sostanzialmente malvagi, tanto che nel suo "De privilegis Baronum", alla pagina 181, si legge che si udivano fino a Montefusco "vociferationes et lamentationes viatorum et tumultuarias differentias inter eos et escatores", cioè, grida e lamentele dei viandanti e le accese dispute con gli esattori, che non di rado originavano delle vere e proprie liti. Tanto erano rigidi gli esattori che addirittura una volta intesero applicare il dazio anche ad un cadavere di un nobile che i familiari conducevano al paese d'origine. Il Danza intervenne, inducendo alla ragione gli esattori, ricordando che la dottrina riteneva che "pro corpore mortuo nihil debetur", nulla era dovuto per i morti. Tale eccessi nell'applicazione delle tariffe da parte degli esattori spiegano anche una delle spiegazioni date all'origine del nome "Dentecane": gli esattori finiti per essere visti come dei mastini pronti ad azzannare i malcapitati viandanti, commettendo vere e proprir spoliazioni o depredazioni.
A Dentecane fecero sosta più volte i reali Borboni, ospitati da Domenico Pascucci nel '700 e da suo nipote Dionisio nell'800.

Furono poste due epigrafi a ricordo dei loro passaggi, la prima riferita a Carlo ed Amalia, nel 1745 e 1748:
CAROLUS BORBONIUS UTRIUSQUE SICILIAE REX CUM REGINA AMALIA CONIUGE BEATISSIMA IN VIBINENSE NEMUS VENATUM PROFICISCENS ANNO REP SAL CI)I)CCXLV ATQUE ITERUM ANNO CI)I)CCXLVIII

IN HAS AEDES DIVERTIT EARUMQUE DOMINO REGII STEMMATIS SUPRA IANUAM ERIGENDI PRIVILEGIUM
CUM OMNIBUS HUIC SUPREMAE LARGITIONI COGNATIS IURIBUS PERPETUUM INDULSIT
DOMINICUS PASCUCCI TANTAE DIGNATIONIS NON IMMEMOR AD PERENNE FAMILIAE DECUS MONUMENTUM POSUIT
(Traduzione: Carlo di Borbone, Re delle due Sicilie, insieme alla beatissima coniuge Regina Amalia, mentre si dirigeva a caccia verso il bosco di Bovino nell'anno 1745 e di nuovo nel 1748 sostò in queste case e concesse al loro proprietario il privilegio perpetuo di esporre lo Stemma Regio sopra la porta, con tutti i diritti relativi a questa altissima concessione. Domenico Pascucci, non immemore di tanto onore, eresse monumento ad orgoglio perenne della famiglia.)

La seconda ricordava Ferdinando II accompagnato dagli Arciduchi d'Austria, nel 1839:

RE FERDINANDO II BORBONIO MOVENDO PER MANFREDONIA IN QUESTA CASA DE' PASCUCCI FRA IL TRIPUDIO DI FESTANTE POPOLO POSAVA
ERANO A LUI COMPAGNI GLI ARCIDUCHI D'AUSTRIA CARLO SUOCERO ED ALBERTO COGNATO
I QUALI VISITATA IN NAPOLI L'ARCIDUCHESSA MARIA TERESA ISABELLA REGINA FIGLIUOLA E SORELLA
IN GERMANIA TORNAVANO E QUI TUTTI SEDEVANO A DESCO PER COMANDO REALE APPARECCHIATO

L'ABATE CARLO PASCUCCI PERCHÉ TANTA ONORANZA SI PERPETUASSE PER LA SUA GENTE FECE RIVERENTE QUESTA MEMORIA
MDCCCXXXIX

Nelle sue memorie l'intendente della provincia di Principato Ultra Domenico Antonio Patroni precisa che il Re si fermò in casa Pascucci il 15 aprile 1839 per un frugalissimo e breve pasto, proseguendo quindi per Manfredonia, dove gli Arciduchi s'imbarcarono per rientrare in patria. Il 16 aprile il Re tornò a Dentecane e, dopo un breve riposo nello stesso palazzo, ripartì per Napoli.

## Commercio
Dentecane è conosciuto nell'Irpinia per la sua produzione di torroni da parte di quattro antiche fabbriche. Per questo motivo è chiamata "la Cremona del Sud".
Nella frazione è presente anche l'area P.I.P..

## Istruzione
Nella frazione di Dentecane ha sede il Liceo classico di Pietradefusi, con una sua tradizione di studi che lo mette ai primi posti come antichità di fondazione tra gli istituti scolastici della provincia. Nel 1852 un illustre cittadino del paese, Dionisio Pascucci (1770 - 1852), famoso giudice del regno di Napoli, dopo la morte dell'unico figlio volle lasciare tutto il suo ingente patrimonio ai padri Barnabiti per la fondazione di una scuola nel suo paese affinché i giovani di ambo i sessi (cosa notevole per l'epoca) ricevessero la dovuta istruzione, anche quelli di famiglie disagiate. A causa delle sopravvenute leggi anticlericali del regno d'Italia e dopo una lunga controversia legale con gli altri eredi, finalmente nel 1896 con una nuova fondazione, laica stavolta, intitolata a Paolo Emilio Pascucci, il figlio di Dionisio prematuramente scomparso, iniziò la sua attività la scuola elementare superiore, che nel 1911 divenne poi un prospero ginnasio pareggiato cui era annesso un convitto per ospitare gli alunni provenienti da paesi non solo dell'Irpinia ma anche di altre province. Frequentarono la scuola di Pietradefusi molti giovani, poi diventati noti ed illustri professionisti. Negli anni '40 del secolo scorso il comune di Pietradefusi fece costruire un edificio scolastico per ospitare il Liceo (e ancora attualmente lo ospita). Nel 1952 fu eretto a sede autonoma. In questi ultimi cinquant'anni l'Istituto ha continuato a svolgere la sua funzione di centro di istruzione superiore per tantissimi giovani che vi sono affluiti da molti paesi non solo della valle del Calore ma anche dalla valle dell'Ufita e dalla Baronia.

## Società

### Tradizioni e folclore
Il Sabato santo si usa riunire tutta la famiglia a mangiare la "Pia". Essa è un piatto a base di grano cotto con grasso animale, uovo, farina e formaggio.